# اجاچیتلان دل پروگرسو (شهری)
اجاچیتلان دل پروگرسو (شهری) (به اسپانیایی: Ajuchitlán del Progreso (municipality)) یک منطقهٔ مسکونی در مکزیک است که در گررو واقع شده‌است.

## خصوصیات
اجاچیتلان دل پروگرسو ۱٬۹۸۳٫۶ کیلومترمربع مساحت و ۳۷٬۴۷۵ نفر جمعیت دارد.